# Indiantown (Floryda)
Indiantown – jednostka osadnicza w Stanach Zjednoczonych, w stanie Floryda, w hrabstwie Martin.